# Festival Messiaen au Pays de la Meije
Le Festival Messiaen au Pays de la Meije est un festival international de musique contemporaine créé en hommage au compositeur Olivier Messiaen (1908-1992). Il a lieu chaque été depuis 1998 à La Grave, au pied du massif de la Meije (France). Le site, situé dans le nord du département des Hautes-Alpes, très proche de celui de l'Isère, est en haute montagne ; il a été source d'inspiration pour le compositeur Olivier Messiaen.
Le festival met en avant aussi bien de grandes œuvres de musique du XXe siècle que de nouvelles créations, tout en les accompagnant d'évènements culturels et d'ateliers pédagogiques. Il est devenu en quelques années un rendez-vous important de la musique contemporaine.

## Présentation

### Histoire
Fondé en 1998 par Gaëtan Puaud,,,,, qui en est le directeur artistique les vingt années suivantes, puis dirigé depuis 2019 par Bruno Messina, (qui était déjà chargé du Festival Berlioz et de la Maison Messiaen), le festival accueille de nombreux concerts de musique contemporaine de la seconde moitié du XXe siècle ainsi que des créations nouvelles. Il a mis à l'honneur des compositions d'Olivier Messiaen et de nombre de ses disciples, ainsi que de nombreux artistes, dont certains de renommée internationale.
Le festival accueille quatre concerts lors de sa première édition en 1998 ; s'il ne dure qu'un week-end, il accueille déjà les pianistes Pierre-Laurent Aimard et Roger Muraro et a le soutien d'Yvonne Loriod, pianiste et veuve d'Olivier Messiaen. Le festival s'étend ensuite dans le temps, dans le nombre de concerts et les différentes activités, ainsi que par l'accueil de nombre d'artistes et des commandes,. En 2016, il est composé d'une quinzaine de concerts, de conférences, de l'accueil d'artistes en résidence, de randonnées didactiques, d'ateliers et d'actions pédagogiques.
Le festival a accueilli de nombreux artistes, dont d'anciens élèves de Messiaen tels que Pierre Boulez, François-Bernard Mâche, Alain Louvier, George Benjamin et Tristan Murail, mais aussi Vanessa Wagner, Roger Muraro, Marko Letonja, Marie Vermeulin ou Rémi Durupt; Yvonne Loriod y a participé en tant qu'interprète en 2000. Des commandes d’œuvres sont également passées et le festival est l'occasion de créations.
Depuis 2019, un pays invité est associé à la thématique du festival, le premier ayant été l'Argentine.
Le 27 juillet 2021, à l'occasion du festival Messiaen au pays de la Meije, Gaëtan Puaud est décoré chevalier des Arts et des Lettres.

### Sites

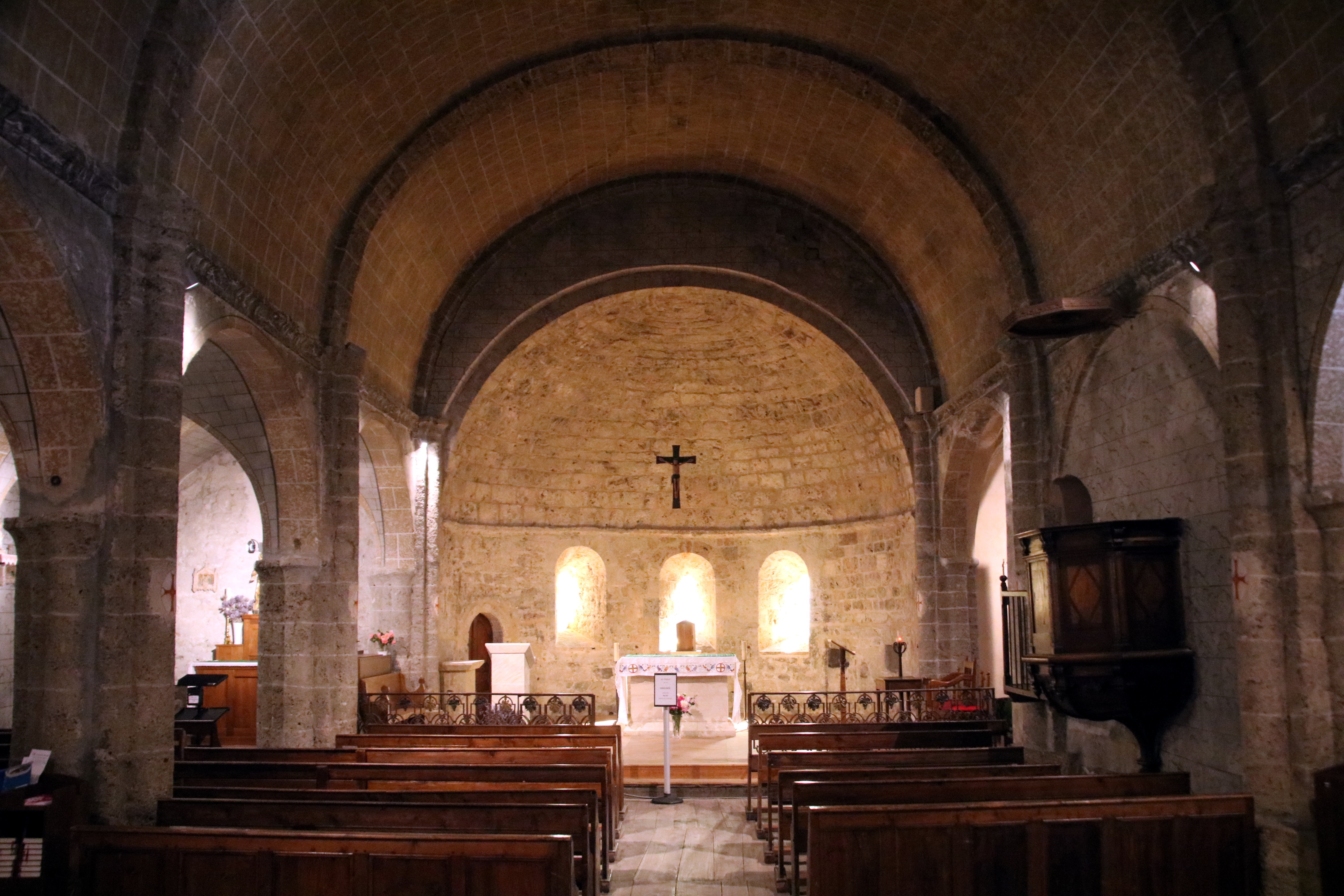
Vue intérieure de l'église Notre-Dame-de-l'Assomption de La Grave, où ont lieu certains concerts ; cet édifice de style roman lombard est classé monument historique depuis 1959.

Le village qui accueille le festival est un endroit que le compositeur Olivier Messiaen aimait tout particulièrement et où il résidait régulièrement : La Grave, au pied du massif de la Meije. Il aimait s'y promener et y trouvait de l'inspiration.
Au fil des ans, la zone géographique accueillant les concerts du festival s'est élargie aux communes et lieux voisins : Villar-d'Arêne, Le Jardin botanique du col du Lautaret, Le Monêtier-les-Bains, Briançon. L'Oisans et la Matheysine sont également concernés.

### Organismes s'occupant du festival et partenariats
L'association Olivier Messiaen au Pays de la Meije porte le festival, qui est organisé par l'Agence iséroise de diffusion artistique. Dès ses débuts, il est organisés par des bénévoles. Il bénéficie de collaborations avec de grands compositeurs, l'IRCAM, le Conservatoire national supérieur de musique et de danse de Paris, le Conservatoire national supérieur de musique et de danse de Lyon,. Depuis 2012, grâce au partenariat, des élèves du Conservatoire de Paris participent chaque année à ce festival.

### Invités d'honneur
En 2010, le compositeur et chef d'orchestre français Pierre Boulez, élève puis ami de Messiaen, était l'invité de marque du festival,,. En 2013, les invités d'honneur étaient George Benjamin et Alexander Goehr,.

### Commandes et création d’œuvres
Le festival passe commande d’œuvres musicales depuis ses débuts (plus d'une quarantaine en vingt ans) et présente régulièrement des créations mondiales ; il a permis des résidences d'artiste à des compositeurs renommés tels que Gilbert Amy, George Benjamin, Pierre Boulez, Philippe Manoury, Bruno Mantovani, Tristan Murail, Franck Bedrossian, François Meïmoun et Thomas Lacôte.

### Public du festival
Le public accueilli est composé aussi bien d'érudits que de touristes et de membres de la population locale des villages. Ce festival a rassemblé environ 2 900 spectateurs en 2018 et 3 254 spectateurs en 2019.

## Thèmes du festival par années
Chaque année, le festival met en avant un thème en lien avec le compositeur auquel il rend hommage, autour duquel est organisée la programmation, qui mêle des œuvres composées par Messiaen ou d'autres artistes, dont des créations actuelles.

### Années 2000
- 2002 - 5e édition, du 19 au 27 juillet : cette édition comporte notamment des œuvres pour orgue de Messiaen par Olivier Latry, les Poèmes pour mi et Vingt Regards sur l'Enfant Jésus par le pianiste Michel Béroff, Et exspecto resurrectionem mortuorum et Couleurs de la Cité céleste[25].
- 2009 - 12e édition, du 25 juillet au 2 août : La Tentation de l'exotisme[26],[27]. Le programme comportait treize concerts, dont trois créations mondiales (Trois chants de l'Ailleurs[28] de Patrick Burgan, All'ungarese[29] de Bruno Mantovani, Shô-ô-Yonku [Quatre Haïkus de Basho][30] de Susumu Yoshida), deux randonnées à thèmes et six conférences[31].

### Années 2010
- 2010 - 13e édition : Boulez / Messiaen : une filiation fertile[18]
- 2011 - 14e édition, du 23 au 31 juillet : Musique des couleurs[32]
- 2012 - 15e édition, du 14 au 22 juillet : La Classe de Messiaen au Conservatoire de Paris[5]. Des élèves du Conservatoire National de Musique de Paris jouent lors du festival pour la première fois cette année-là[11].
- 2013 - 16e édition, du 27 juillet au 4 août : Le Jardin anglais de Messiaen
- 2014 - 17e édition, du 26 juillet au 3 août : Messiaen / Xenakis : La Géométrie des sons
- 2015 - 18e édition, du 11 au 19 juillet : Occident  - Orient
- 2016 - 19e édition, du 23 au 31 juillet : Le Piano selon Messiaen
- 2017 - 20e édition, du 22 au 30 juillet : Messiaen / Murail : Voyage à travers le son
- 2018 - 21e édition, du 27 juillet au 5 août : La musique russe selon Messiaen[33]. Le programme comportait seize concerts, dont la création de Stalag VIII A[34] de Tristan Murail, une journée d'études « Musique russe et française, une émulation fertile au 20e siècle », des colloques et des randonnées ; Bruno Mantovani était en résidence et a créé Cadenza n°2[35].
- 2019 - 22e édition : Pour les oiseaux[14],[36],[37]

### Années 2020
- 2020 - 23e édition, initialement prévue du 24 juillet au 2 août : du fait des contraintes sanitaires liées au COVID-19, la programmation a été reportée en 2021 ; le thème prévu était De la nature du temps, du temps de la nature[38],[24],[39]. Le compositeur invité était Philippe Manoury, tandis que le pays invité était le Canada, et plus particulièrement le Québec[38].
- 2021 - 23e édition, du 23 juillet au 1er août : De la nature du temps, du temps de la nature[1],[9],[40]. Philippe Manoury et Michel Fano sont les principaux compositeurs invités[1],[9],[41],[42]. Les concerts se sont déroulés dans les communes haut-alpines de La Grave, Villar-d'Arêne, Le Monêtier-les-Bains, La-Salle-les-Alpes, et iséroises de L'Alpe d'Huez et Saint-Théoffrey[1]. Un concert à 2 416 m d'altitude, rêve d'Olivier Messiaen, a eu lieu le 31 juillet, près des glaciers de la Meije, à La Grave, avec notamment l'œuvre Et exspecto resurrectionem mortuorum (« Et j’attends la résurrection des morts »)[43].
- 2022 : 24e édition, du 20 au 31 juillet : Vers la lumière. Pascal Dusapin et Alain Louvier sont les principaux compositeurs invités[44].
- 2023 : 25e édition, du 20 au 30 juillet. L'Itinéraire est l'ensemble invité en cette année du cinquantenaire de sa création. Les principaux compositeurs invités, fondateurs de cet ensemble, sont Hugues Dufourt, Roger Tessier, Michaël Lévinas et Tristan Murail (les deux premiers excusés pour raison de santé). Un autre invité d'honneur est l'ethnomusicologue Simha Arom, connu notamment pour ses études des polyphonies d'Afrique centrale (l'ensemble Danaya du Mali étant également invité) l'ayant amené à rencontrer par exemple György Ligeti (évoqué en deux conférences)[45].
- 2024 : 26e édition, du 20 au 28 juillet. Ensemble invité : Quatuor Diotima. Compositeur invité : Helmut Lachenmann. Hommage à Bruno Ducol, André Jolivet et Yvonne Loriod (plusieurs compositions méconnues ou inédites de cette dernière étant jouées)[46].
- 2025 : 27e édition, du 19 au 27 juillet. Compositeurs à l'honneur (pour le centenaire de leur naissance) : Luciano Berio et Pierre Boulez[47].

## L’œuvreEt exspecto resurrectionem mortuorumdans les concerts du festival

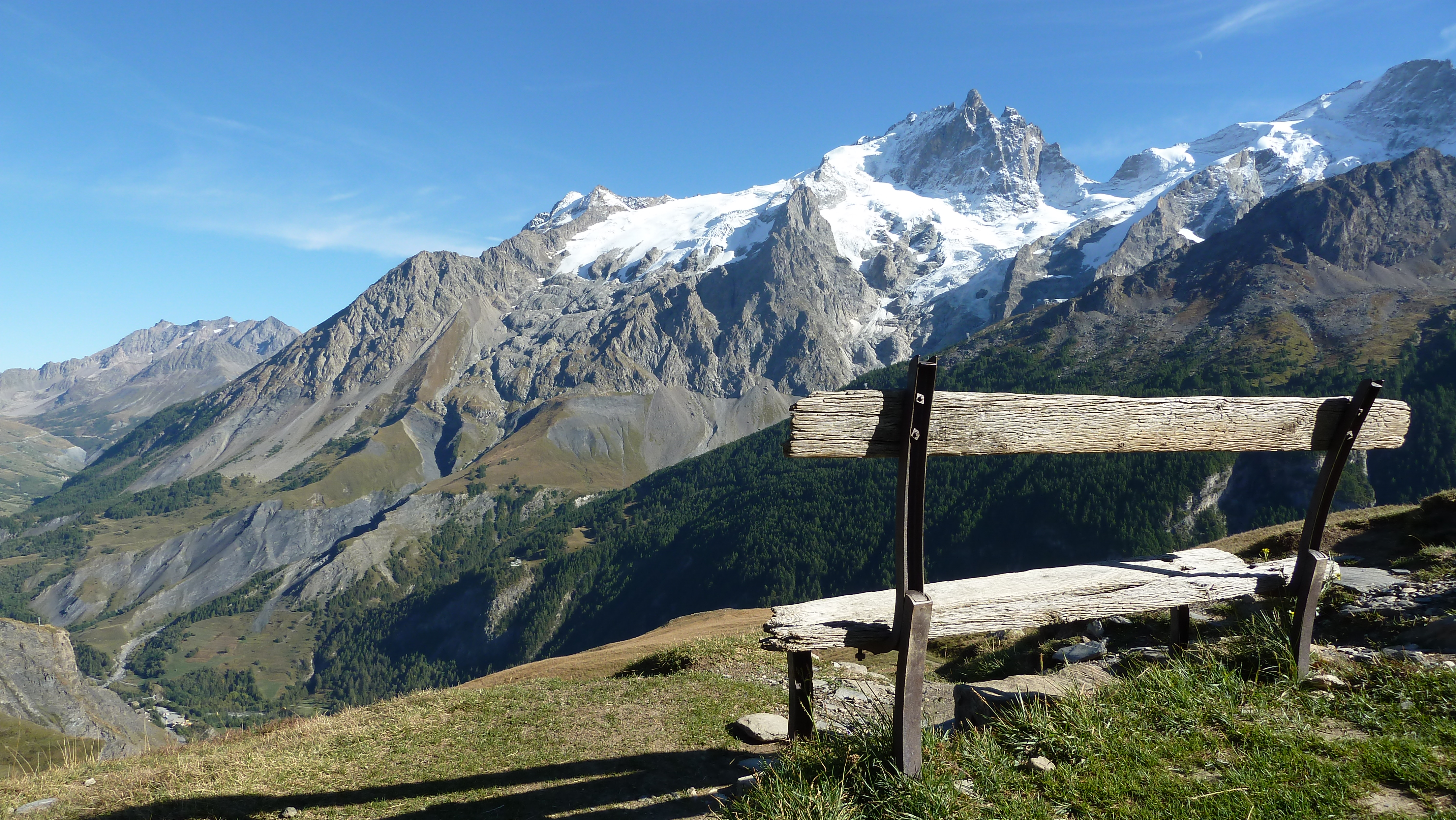
Point de vue sur la Meije en été.

Olivier Messiaen avait souhaité que son œuvre écrite en 1964 et créée en 1965 Et exspecto resurrectionem mortuorum (Et j'attends la Resurrection des morts) — sur une commande du ministre des affaires culturelles français André Malraux, en souvenir des morts liés aux deux guerres mondiales — soit un jour jouée en plein air face au glacier de la Meije, qui avait été pour lui source d'inspiration.
En ce qui concerne le festival Messiaen au Pays de la Meije, Et exspecto resurrectionem mortuorum a été jouée une première fois en plein air à la clôture du festival 2002, le 29 juillet, sur la place de l'église de la Grave, en face du glacier de la Meije puis une seconde fois en 2008, sur la place du village de Villar-d'Arêne, également situé au pied du massif de la Meije,.
Le 18 juillet 2015, dans le cadre du festival, il était prévu que l'Orchestre philharmonique de Strasbourg, dirigé par le chef slovène Marko Letonja, interprète Et exspecto resurrectionem mortuorum. Le chef-d’œuvre commandé à Olivier Messiaen par André Malraux devait être joué à 2400 m d'altitude face au glacier de la Meije accessible grâce au téléphérique. Le concert devait être retransmis en direct sur ARTE Concert,. Cependant, seule la répétition générale eut lieu ce jour-là, à 15h. Le concert en lui-même fut annulé à cause de la pluie,.
L’œuvre est à nouveau jouée face à ces glaciers, à 2 416 m d'altitude, le 31 juillet 2021, lors d'un concert programmé au festival à partir de midi, par Le Balcon sous la direction de Maxime Pascal ; la pluie ne permet pas qu'elle soit interprétée dans son intégralité durant ce concert public, mais elle l'est toutefois durant la générale qui précède le matin même.